# وقت (فیلم ۱۹۶۵)
«وقت» (هندی: वक्त) فیلمی هندی به کارگردانی یاش چوپرا است که در سال ۱۹۶۵ منتشر شد. از بازیگران آن می‌توان به سونیل دات، راج کومار و شارمیلا تاگور و شاشی کاپور یاد کرد.